# Robert Campbell Garry
Robert Campbell Garry (* 21. April 1900 in Glasgow; † 16. April 1993 ebenda) war ein schottischer Physiologe. Von 1947 bis 1971 war er in der Nachfolge von Edward Provan Cathcart der fünfte Regius Professor of Physiology an der University of Glasgow.

## Leben
Als Sohn des Lehrers Robert Garry und dessen Frau Mary Campbell in Glasgow geboren, besuchte Garry die Queen’s Park School in Glasgow. Mit sechzehn Jahren schrieb er sich 1917 an der University of Glasgow für Medizin ein. Er schloss sein Studium 1922 (M.B. und Ch.B.) mit dem Brunton Memorial Price ab. Sein Lehrer, Edward Cathcart bot ihm eine Assistenzstelle an, die er übernahm. Er wurde Dozent und verbrachte dann ein Jahr zur Fortbildung in Freiburg im Breisgau. 1933 erlangte er seinen Doktor der Wissenschaften (D.Sc.), im gleichen Jahr, in dem er die Leitung der Physiologie-Abteilung unter John Boyd Orr und eine Teilzeit-Dozentenstelle für die Physiologie der Ernährung an der University of Aberdeen übernahm. 1935 berief ihn die University of Dundee auf die Professur für Physiologie. Er blieb in Dundee bis ihn die University of Glasgow 1947 auf die Regius-Professur berief.
1928 heiratete Garry Flora Macdonald Campbell. Das Paar hatte einen Sohn, der ebenfalls Medizin studierte. Garry wurde auf dem New Deer Cemetery im Aberdeenshire beigesetzt.

## Forschungsinteressen
Garry beteiligte sich aktiv im Medical Research Council und im Scottish Advisory Committee for Medical Research sowie in der Verwaltung der Glasgow Western Hospitals. In dieser Zeit war er auch Chefredakteur des Journal of Physiology. Seine eigenen Forschungen befassten sich mit der autonomen Kontrolle des Verdauungsapparats. Garry untersuchte die Wirkung von Ernährung auf Flugzeugmannschaften, die in großen Höhen, stressgeladene Aufgaben erfüllen müssen und dabei in Militärmaschinen auch starken G-Kräften ausgesetzt sind. Seine Aufmerksamkeit galt den Nerven des Abdomens und der Aufnahme von Nährstoffen.

## Ehrungen
1937 wurde Garry zum Officer of the British Empire (OBE). Ebenfalls 1937 berief ihn die Royal Society of Edinburgh zum Fellow. 1992 ehrte ihn die University of Dundee mit einem Ehrendoktortitel.

## Bibliografie

### Bücher
- Life in physiology, 1992

### Artikel
- The static effort and the excretion of uric acid, in The Journal of Physiology, 1927